# Anton Heiller
Anton Heiller (ur. 15 września 1923 w Wiedniu, zm. 25 marca 1979 tamże) – austriacki kompozytor, organista i pedagog.

## Życiorys
Pierwszych lekcji gry na fortepianie udzielił mu ojciec. Następnie nauki gry na organach pobierał u Wilhelma Mücka, który był organistą w Katedrze św. Szczepana w Wiedniu.
Od kwietnia 1941 roku do czerwca 1942 roku Heiller studiował na Akademii Muzycznej w Wiedniu (Wiener Musikhochschule) w klasie gry na organach, klawesynie i fortepianie, oraz teorię muzyki. Zaraz po skończeniu studiów został powołany w 1942 roku do wojska.
Po wojnie pracował na Akademii Muzycznej w Wiedniu. W roku 1945 otrzymał tytuł profesora i nauczał gry na organach, a od 1969 roku kompozycji muzyki kościelnej. W roku 1950 objął „Collegium Musicum Muzyki Współczesnej”. Od roku 1947 obok nauczania wiele koncertował w roli organisty, klawesynisty i dyrygenta. W roku 1952 otrzymał Pierwszą Nagrodę w Konkursie Improwizacji organizowanym w Haarlemie w Holandii.
Repertuar Antona Heillera obejmował dzieła Giovanniego Gabrielego, Dietericha Buxtehudego, Bacha, Regera i Hindemitha, który był bliskim przyjacielem Heillera. Heiller był znanym wykonawcą dzieł Johanna Sebastiana Bacha. Podczas pracy na Akademii Muzycznej wykształcił całe pokolenie młodych organistów.
Anton Heiller zmarł w Wiedniu 1979 roku, po wylewie krwi do mózgu w 1974 roku, co spowodowało częściowy paraliż lewej ręki pod koniec życia.
Żoną Antona Heillera była pianistka Erna Heiller.

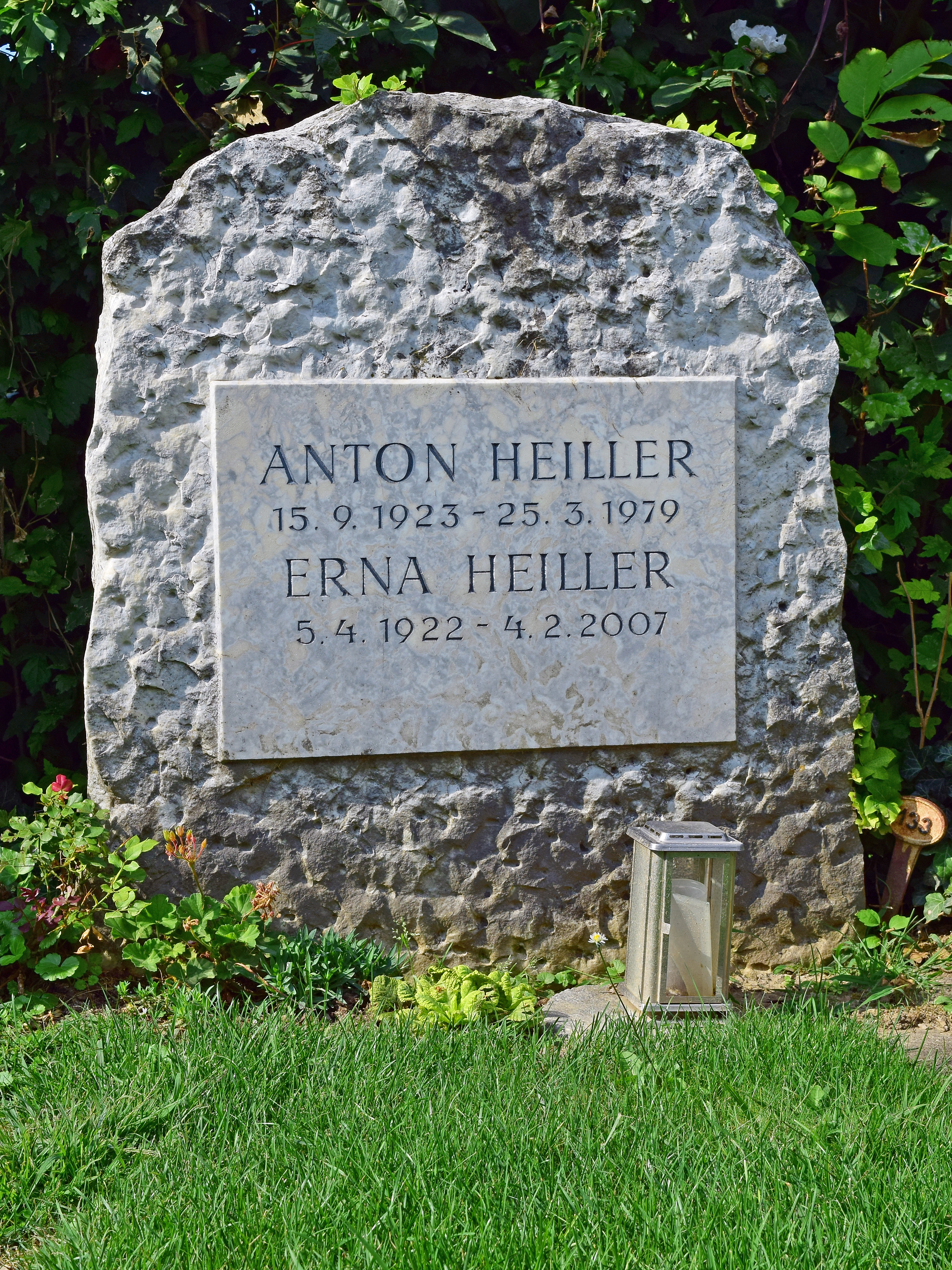
Grób Antona Heillera i jego żony na Cmentarzu Centralnym w Wiedniu

Grób Antona Heillera znajduje się na Cmentarzu Centralnym w Wiedniu.

## Twórczość
Anton Heiller komponował prawie wyłącznie muzykę kościelną, w tym kompozycje organowe. Tworzył msze, requiem, psalmy, motety, kantaty i oratoria. W swoich kompozycjach łączył ludową muzykę austriacką z elementami muzyki nowoczesnej. Heiller uważany jest za czołowego przedstawiciela muzyki kościelnej drugiej połowy XX w. Austrii i Południowych Niemiec.
Anton Heiller otrzymał wiele wyróżnień za swoją twórczość, w tym Austriacką Nagrodę Państwową w roku 1969. Otrzymał też wiele nagród w konkursach muzyki organowej w kraju i za granicą.

## Niektóre dzieła
- Toccata für zwei Klaviere
- Psalmenkantate
- Te Deum
- Adventmusik für Oboe, Violine, Kinderchor und Orgel’
- Fantasia super Salve Regina
- Präludium und Fuge in A-dur
- Ecce lignum crucis
- Tanz-Toccata